# Georges Neveux
Georges Neveux (1900–1982) fou un dramaturg i poeta francès.
La primera obra notable de Neveux va ser Juliette ou la clé des songes (Juliette o el clau dels somnis), escrita el 1927 i produïda el 1930. Va esdevenir la base del melodrama de Theodor Schaefer de 1934 Julie aneb Snar (Julie o el llibre dels somnis) per piano, instruments de jazz, i orquestra petita; de l'òpera de Bohuslav Martinů de 1937 Julietta, i per la pel·lícula de Marcel Carné de 1951 Juliette ou la Clé des songes.
Durant els anys 1930, mentre era secretari general del Théâtre des Champs-Élysées, va escriure poc. El 1943 hi va estrenar Le Voyage de Thésée (El viatge de Teseu), la qual també més tard fou adaptada per Martinů per l'òpera (Ariane, 1958). El 1945 va traduir i va adaptar El somni d'una nit d'estiu de Shakespeare.
Neveux també va escriure nombrosos guions per al cinema, tot i que ell preferia el teatre. Va dir: 'el primer perquè un ha de guanyar-se la vida, el segon perquè un ha de merèixer de viure'.
El 1982 li va ser atorgat el Grand Prix du Théâtre de l'Académie Française.